# Lanio versicolor
La tangara aliblanca (Lanio versicolor), también denominada frutero de alas blancas o tangara de ala blanca (en Perú), es una especie de ave paseriforme de la familia Thraupidae perteneciente al género Lanio. Es nativa del sur de la cuenca del Amazonas en América del Sur.

## Distribución y hábitat
Se distribuye en la Amazonia, al sur del río Amazonas, desde las base de los Andes del norte de Perú hacia el este hasta el río Tocantins en Brasil, hacia el sur hasta el noroeste de Bolivia y Mato Grosso.
Esta especie es considerada bastante común en su hábitat natural: el sub-dosel y los bordes de selvas húmedas de terra firme, hasta los 1200 m de altitud.

## Descripción
Mide 16 cm de longitud. El llamativo macho tiene la cabeza negruzca, con la frente y garganta oliváceas; dorso y rabadilla ocráceo jaspeado; amplia área blanca en las cobertoras de las alas, contrastando con las alas negras. Por abajo es amarillo ocráceo. La hembra es uniforme, esencialmente marrón ocráceo por arriba y ocráceo por abajo, más amarillento en el medio ábdomen. Presenta un pico dentado terminado en gancho en su extremidad similar a las aves de la familia Laniidae.

## Comportamiento
Generalmente anda en pares, con menos frecuencia en pequeños grupos, casi siempre acompañando bandadas mixtas y actuando como sentinela. Comportamiento muy semejante a Lanio fulvus, pero permanece más alto en las copas que éste. Son los primeros miembros de la bandada a dar una alarma cuando halcones cazadores de aves son vistos; regularmente emiten alarmas falsas, engañando los otros miembros de la bandada pero permitiéndoles capturar insectos espantados por los otros.

### Alimentación
Habitualmente observa otras aves mientras buscan alimento y entonces persigue presas que éstas arrebatan pero no consiguen capturar. Su dieta consiste de artrópodos y frutos.

### Vocalización
Emite un llamado sonoro y convincente, «chiu!», muy usado en su papel de líder y sentinela de bandadas.

## Sistemática

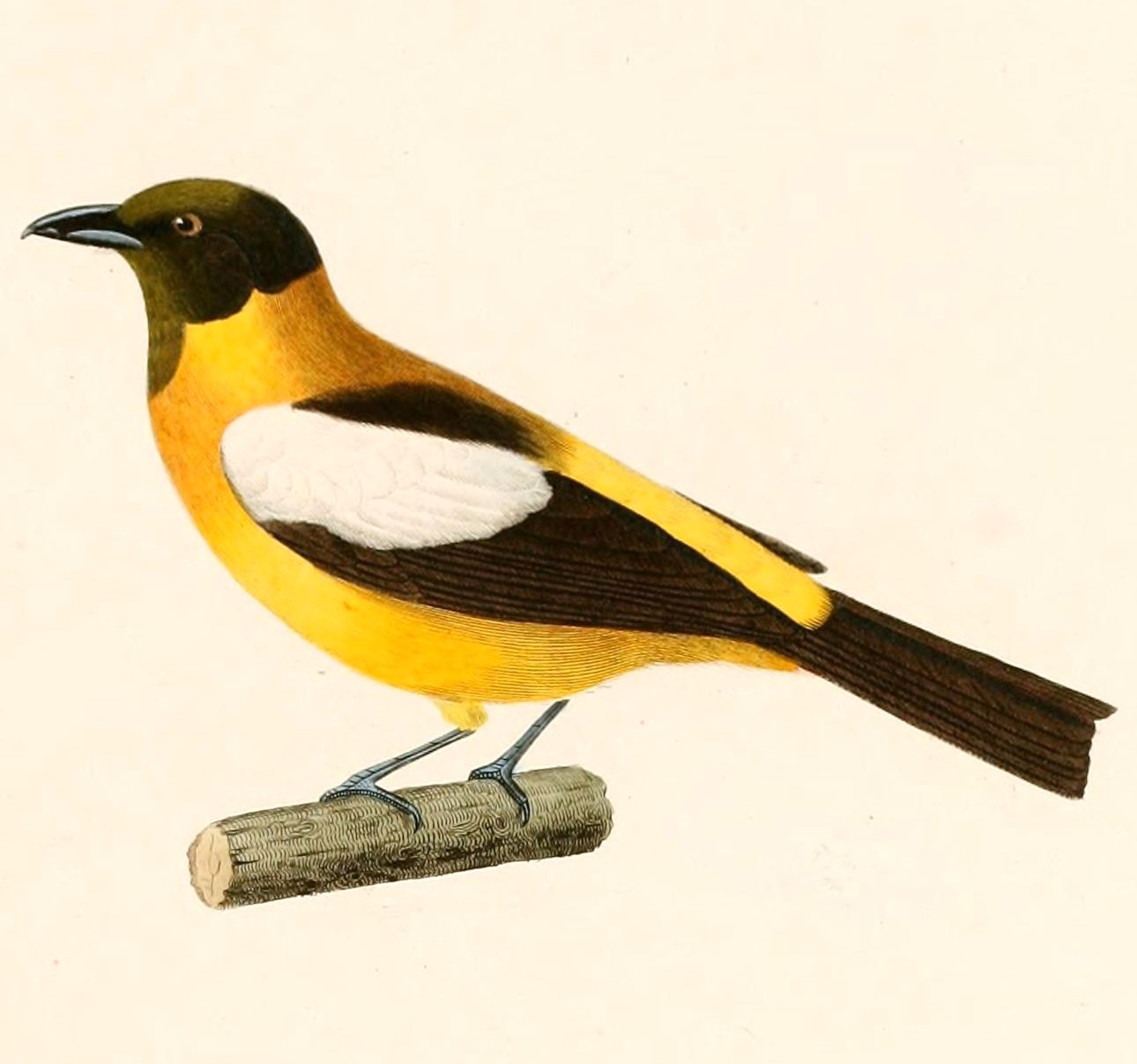
Tachyphonus versicolor; ilustración en d'Orbigny Voyage dans l'Amérique Méridionale, 1847.

### Descripción original
La especie L. versicolor fue descrita por primera vez por los naturalistas franceses Alcide d'Orbigny y Frédéric de Lafresnaye en 1837 bajo el nombre científico Tachyphonus versicolor; su localidad tipo es:  «Yuracares, Bolivia».

### Etimología
El nombre genérico masculino «Lanio» deriva del género Lanius Linnaeus, 1758, nombre para designar aves comúnmente llamadas de alcaudones; y el nombre de la especie «versicolor», en latín significa ‘de varios colores’.

### Taxonomía
A pesar de la proximidad geográfica con Lanio fulvus, que substituye esta especie al norte del río Amazonas, las dos se diferencian genéticamente por una cantidad significativa (7/0%).

### Subespecies
Según las clasificaciones del Congreso Ornitológico Internacional (IOC) y Clements Checklist/eBird v.2019 se reconocen dos subespecies, con su correspondiente distribución geográfica:
- Lanio versicolor versicolor (d’Orbigny & Lafresnaye, 1837) – sur del río Amazonas en el este de Perú (sur del río Marañón), oeste de Brasil (al este hasta el río Tapajós) y norte de Bolivia.
- Lanio versicolor parvus Berlepsch, 1912) – centro este de Brasil al sur del río Amazonas (desde el Tapajós al este hasta el bajo río Tocantins, al sur hasta Mato Grosso) y extremo noreste de Bolivia.